# Anoplogaster brachycera
Anoplogaster brachycera är en fiskart som beskrevs av Kotlyar, 1986. Anoplogaster brachycera ingår i släktet Anoplogaster och familjen Anoplogastridae. Inga underarter finns listade i Catalogue of Life.